# Quyền Anh tại Đại hội Thể thao châu Á 2022
Quyền Anh tại Đại hội Thể thao châu Á 2022 sẽ được tổ chức tại Nhà thi đấu Hàng Châu, Hàng Châu, Trung Quốc, từ ngày 24 tháng 9 đến ngày 5 tháng 10 năm 2023.

## Quốc gia tham dự
Tổng cộng có 238 vận động viên đến từ 38 quốc gia tranh tài môn Quyền Anh tại Đại hội Thể thao châu Á 2022:
- Afghanistan (3)
- Bangladesh (3)
- Bhutan (3)
- Bahrain (2)
- Trung Quốc (13)
- Đài Bắc Trung Hoa (8)
- Hồng Kông (1)
- Ấn Độ (13)
- Indonesia (5)
- Iran (5)
- Iraq (1)
- Nhật Bản (10)
- Jordan (8)
- Kazakhstan (13)
- Kyrgyzstan (7)
- Ả Rập Xê Út (6)
- Kuwait (4)
- Lào (4)
- Ma Cao (1)
- Malaysia (2)
- Mông Cổ (13)
- Nepal (13)
- Pakistan (4)
- Philippines (10)
- Palestine (3)
- CHDCND Triều Tiên (9)
- Qatar (1)
- Hàn Quốc (13)
- Singapore (1)
- Sri Lanka (2)
- Syria (2)
- Tajikistan (12)
- Thái Lan (11)
- Turkmenistan (4)
- UAE (4)
- Uzbekistan (13)
- Việt Nam (9)
- Yemen (2)

## Lịch thi đấu
| P | Vòng 32 | R | Vòng 16 | ¼ | Tứ kết | ½ | Bán kết | CK | Chung kết |

| ND↓/Ngày →  | 24/9 CN | 25/9 Thứ 2 | 26/9 Thứ 3 | 27/9 Thứ 4 | 28/9 Thứ 5 | 29/9 Thứ 6 | 30/9 Thứ 7 | 1/10 CN | 2/10 Thứ 2 | 3/10 Thứ 3 | 4/10 Thứ 4 | 5/10 Thứ 5 |
| ----------- | ------- | ---------- | ---------- | ---------- | ---------- | ---------- | ---------- | ------- | ---------- | ---------- | ---------- | ---------- |
| Nam 51 kg   |         | P          |            |            | R          |            |            |         |            | ¼          | ½          | CK         |
| Nam 57 kg   |         |            | P          |            |            |            | R          |         |            |            | ½          | CK         |
| Nam 63.5 kg | P       |            |            | R          |            |            |            | ¼       |            | ½          | CK         |            |
| Nam 71 kg   |         | P          |            |            | R          |            | ¼          |         |            | ½          | CK         |            |
| Nam 80 kg   | P       |            |            |            |            | R          |            | ¼       |            |            | ½          | CK         |
| Nam 92 kg   |         |            |            | R          |            | ¼          |            | ½       |            | CK         |            |            |
| Nam +92 kg  |         |            | R          |            |            |            | ¼          |         |            | ½          |            | CK         |
| Nữ 50 kg    | P       |            |            | R          |            | ¼          |            | ½       |            | F          |            |            |
| Nữ 54 kg    | R       |            |            |            |            |            | ¼          |         |            | ½          | CK         |            |
| Nữ 57 kg    |         |            |            |            |            | R          |            | ¼       |            |            | ½          |            |
| Nữ 60 kg    | P       |            |            |            | R          |            |            | ¼       |            | ½          | CK         |            |
| Nữ 66 kg    |         | R          |            |            | ¼          |            |            | ¼       |            |            | ½          | CK         |
| Nữ 75 kg    |         |            | R          |            |            |            | ¼          |         |            | ½          | CK         |            |

## Danh sách huy chương

### Nam
| Nội dung | Vàng                                    | Bạc                               | Đồng                                     |
| -------- | --------------------------------------- | --------------------------------- | ---------------------------------------- |
| 51 kg    | Hasanboy Dusmatov · Uzbekistan          | Thitisan Panmot · Thái Lan        | So Chon-ryong · CHDCND Triều Tiên        |
| 51 kg    | Hasanboy Dusmatov · Uzbekistan          | Thitisan Panmot · Thái Lan        | Tomoya Tsuboi · Nhật Bản                 |
| 57 kg    | Abdumalik Khalokov · Uzbekistan         | Shudai Harada · Nhật Bản          | Lyu Ping · Trung Quốc                    |
| 57 kg    | Abdumalik Khalokov · Uzbekistan         | Shudai Harada · Nhật Bản          | Rujakran Juntrong · Thái Lan             |
| 63.5 kg  | Baatarsükhiin Chinzorig · Mông Cổ       | Lai Chu-en · Đài Bắc Trung Hoa    | Ali Qasim Hamdan Al-Sarray · Iraq        |
| 63.5 kg  | Baatarsükhiin Chinzorig · Mông Cổ       | Lai Chu-en · Đài Bắc Trung Hoa    | Bunjong Sinsiri · Thái Lan               |
| 71 kg    | Sewon Okazawa · Nhật Bản                | Kan Chia-wei · Đài Bắc Trung Hoa  | Baýramdurdy Nurmuhammedow · Turkmenistan |
| 71 kg    | Sewon Okazawa · Nhật Bản                | Kan Chia-wei · Đài Bắc Trung Hoa  | Aslanbek Shymbergenov · Kazakhstan       |
| 80 kg    | Tuohetaerbieke Tanglatihan · Trung Quốc | Eumir Marcial · Philippines       | Ahmad Ghousoon · Syria                   |
| 80 kg    | Tuohetaerbieke Tanglatihan · Trung Quốc | Eumir Marcial · Philippines       | Turabek Khabibullaev · Uzbekistan        |
| 92 kg    | Davlat Boltaev · Tajikistan             | Han Xuezhen · Trung Quốc          | Sagyndyk Togambay · Kazakhstan           |
| 92 kg    | Davlat Boltaev · Tajikistan             | Han Xuezhen · Trung Quốc          | Jeong Jae-min · Hàn Quốc                 |
| +92 kg   | Bakhodir Jalolov · Uzbekistan           | Kamshybek Kunkabayev · Kazakhstan | Narender Berwal · Ấn Độ                  |
| +92 kg   | Bakhodir Jalolov · Uzbekistan           | Kamshybek Kunkabayev · Kazakhstan | Danabieke Bayikewuzi · Trung Quốc        |

### Nữ
| Nội dung | Vàng                             | Bạc                              | Đồng                               |
| -------- | -------------------------------- | -------------------------------- | ---------------------------------- |
| 50 kg    | Wu Yu · Trung Quốc               | Chuthamat Raksat · Thái Lan      | Oyuntsetsegiin Yesugen · Mông Cổ   |
| 50 kg    | Wu Yu · Trung Quốc               | Chuthamat Raksat · Thái Lan      | Nikhat Zareen · Ấn Độ              |
| 54 kg    | Pang Chol-mi · CHDCND Triều Tiên | Chang Yuan · Trung Quốc          | Preeti Pawar · Ấn Độ               |
| 54 kg    | Pang Chol-mi · CHDCND Triều Tiên | Chang Yuan · Trung Quốc          | Nigina Uktamova · Uzbekistan       |
| 57 kg    | Lin Yu-ting · Đài Bắc Trung Hoa  | Karina Ibragimova · Kazakhstan   | Parveen Hooda · Ấn Độ              |
| 57 kg    | Lin Yu-ting · Đài Bắc Trung Hoa  | Karina Ibragimova · Kazakhstan   | Samadova Mijgona · Tajikistan      |
| 60 kg    | Yang Wenlu · Trung Quốc          | Won Un-gyong · CHDCND Triều Tiên | Thananya Somnuek · Thái Lan        |
| 60 kg    | Yang Wenlu · Trung Quốc          | Won Un-gyong · CHDCND Triều Tiên | Wu Shih-yi · Đài Bắc Trung Hoa     |
| 66 kg    | Yang Liu · Trung Quốc            | Janjaem Suwannapheng · Thái Lan  | Natalya Bogdanova · Kazakhstan     |
| 66 kg    | Yang Liu · Trung Quốc            | Janjaem Suwannapheng · Thái Lan  | Chen Nien-chin · Đài Bắc Trung Hoa |
| 75 kg    | Li Qian · Trung Quốc             | Lovlina Borgohain · Ấn Độ        | Baison Manikon · Thái Lan          |
| 75 kg    | Li Qian · Trung Quốc             | Lovlina Borgohain · Ấn Độ        | Lưu Diễm Quỳnh · Việt Nam          |

## Bảng tổng sắp huy chương
| Hạng                | Đoàn                    | Vàng | Bạc | Đồng | Tổng số |
| ------------------- | ----------------------- | ---- | --- | ---- | ------- |
| 1                   | Trung Quốc (CHN)        | 3    | 2   | 2    | 7       |
| 2                   | CHDCND Triều Tiên (PRK) | 1    | 1   | 1    | 3       |
| 3                   | Mông Cổ (MGL)           | 1    | 0   | 1    | 2       |
| 3                   | Nhật Bản (JPN)          | 1    | 0   | 1    | 2       |
| 3                   | Tajikistan (TJK)        | 1    | 0   | 1    | 2       |
| 6                   | Đài Bắc Trung Hoa (TPE) | 0    | 2   | 2    | 4       |
| 7                   | Thái Lan (THA)          | 0    | 1   | 4    | 5       |
| 7                   | Ấn Độ (IND)             | 0    | 1   | 4    | 5       |
| 9                   | Kazakhstan (KAZ)        | 0    | 1   | 3    | 4       |
| 10                  | Uzbekistan (UZB)        | 0    | 0   | 2    | 2       |
| 11                  | Hàn Quốc (KOR)          | 0    | 0   | 1    | 1       |
| 11                  | Iraq (IRQ)              | 0    | 0   | 1    | 1       |
| 11                  | Syria (SYR)             | 0    | 0   | 1    | 1       |
| 11                  | Turkmenistan (TKM)      | 0    | 0   | 1    | 1       |
| 11                  | Việt Nam (VIE)          | 0    | 0   | 1    | 1       |
| Tổng số (15 đơn vị) | Tổng số (15 đơn vị)     | 7    | 8   | 26   | 41      |